# ジョージ・ヘイ (第5代キノール伯爵)
第5代キノール伯爵ジョージ・ヘイ（英語: George Hay, 5th Earl of Kinnoull、1665年と1667年の間 – 1687年）は、スコットランド貴族。ダプリン子爵の儀礼称号を使用した。

## 生涯
第4代キノール伯爵ウィリアム・ヘイと2人目の妻キャサリン（Catherine、1683年ごろ没、旧姓セシル（Cecil）、クランボーン子爵チャールズ・セシルの娘）の長男として生まれた。1667年に父が死去すると、キノール伯爵位を継承した。
大トルコ戦争で神聖ローマ皇帝軍に加勢して、1683年の第2次ウィーン包囲と1686年7月のブダ包囲戦に参戦した。
1687年、生涯未婚のままハンガリー王国で死去、弟ウィリアムが爵位を継承した。